# Kaki Hunter
Kaki Hunter est une actrice américaine née en 1955 à Topanga, en Californie (États-Unis).

## Filmographie
- 1977 : Der Mädchenkrieg : Katharina
- 1977 : Mary White (TV) : Selina
- 1980 : Haywire (TV) : The Girl
- 1980 : Roadie (en) : Lola Bouilliabase
- 1980 : Willie and Phil : Patti Sutherland
- 1981 : C'est ma vie, après tout ! (Whose Life Is It Anyway?) : Mary Jo Sadler
- 1982 : Porky's : Wendy
- 1983 : Porky's 2 : Wendy
- 1984 : Une fille à aimer (Just the Way You Are) d'Édouard Molinaro : Lisa Elliott
- 1985 : Porky's Contre-Attaque (Porky's Revenge) : Wendy Williams